# 五十嵐卓三
五十嵐 卓三（いがらし たくざん、1931年 - ）は、日本の僧侶。山形県鶴岡市善寶寺第42世　前住職。[鶴岡市][湯野浜]乗慶院25世　大本山總持寺顧問。前大本山[總持寺]西堂。

## 来歴
鶴岡市生まれ。駒澤大学大学院修士課程修了。曹洞宗教化研修所研修員、乗慶院住職、京都大学特別研修員を歴任。国立鶴岡工業高等専門学校、鶴岡市立荘内看護専門学校にて哲学・心理学を20年にわたり講義を行う。発表論文多数。1983年から2000年までヨーロッパでの講義・講演に招聘された｡
2010年に善寶寺42世住職となる。大本山總持寺顧問。
令和4年(2022年)4月、退董し善宝寺東堂となる。
著書に『瑩山思想の本質―瑩山禅師の垂語参究』『道元思想の本質―道元禅師の垂語参究』などがある｡

## 著書
- 『龍を見た男 :海と船と善宝寺』藤沢周平（文） 山形新聞社 1976.1
- 『東と西の出会い : 禅とキリスト教の不思議な軌跡 』さんまあ出版 1995.11
- 『道元思想の本質―道元禅師の垂語参究』国書刊行会 1999.4
- 『「観音経の」こころ　観音さまの世界に遊ぶ』中外日報社 2003.11
- 『瑩山思想の本質―瑩山禅師の垂語参究』国書刊行会 2009.4

「国立国会図書館サーチ」を参照